# Braconini
Tribu
Synonymes
- Vipionini Gahan, 1917
- Microbraconini Bridwell, 1920
- Habrobraconini Fahringer, 1928
- Chiviniini Shestakov, 1932
- Glyptomorphini Tobias, 1957
- Aspidobraconina van Achterberg, 1984
- Isomecini Tobias, 1990

Les Braconini sont une tribu d'insectes de l'ordre des Hyménoptères de la famille des Braconidae et de la sous-famille des Braconinae.

## Liste des genres
Acampyloneurus - 
Admonitosoter - 
Amyosoma - 
Apotosoma - 
Archibracon - 
Arubracon - 
Aspidobracon - 
Atanycolus - 
Avirgulibracon - 
Bacuma - 
Baryproctus - 
Bicarinibracon - 
Bracomorpha - 
Bracon - 
Braconella - 
Calcaribracon - 
Callibracon - 
Calobracon - 
Ceratobracon - 
Cervellus - 
Chaoilta - 
Chartobracon - 
Chelonogastra - 
Compsobracon - 
Craspedolcus - 
Cratobracon - 
Cratocnema - 
Crinibracon - 
Cyanopterus - 
Cyclaulax - 
Diamblomera - 
Dioxybracon - 
Dolabraulax - 
Ectemnoplax - 
Esenga - 
Esengoides - 
Eutropobracon - 
Ficobracon - 
Fuscala - 
Gelasinibracon - 
Gozmanycomp - 
Gronaulax - 
Habrobracon - 
Hemiglyptinus - 
Hyboteles - 
Indabracon - 
Jugubracon - 
Kimavu - 
Lapicida - 
Lasiophorus - 
Leptobracon - 
Liomorpha - 
Lyricibracon - 
Macrobracon - 
Megabracon - 
Megacoeloides - 
Meganura - 
Merinotus - 
Mesobracon - 
Mollibracon - 
Myosoma - 
Myosomatoides - 
Nedinoschiza - 
Nundinella - 
Odesia - 
Odontoscapus - 
Pachybracon - 
Pedinopleura - 
Philomacroploea - 
Piliferolobus - 
Platybracon - 
Plesiobracon - 
Presoter - 
Pseudoshirakia - 
Pseudovipio - 
Psilolobus - 
Pycnobraconoides - 
Rhadinobracon - 
Rhytimorpha - 
Rugosibracon - 
Schiztobracon - 
Sculptolobus - 
Scutibracon - 
Shelfordia - 
Simplicibracon - 
Soter - 
Stenobracon - 
Stephanobracon - 
Stigmatobracon - 
Stirobracon - 
Syntomernus - 
Testudobracon - 
Triaspidogastra - 
Trigastrotheca - 
Trispinaria - 
Tropobracon - 
Uncobracon - 
Vipiellus - 
Vipio - 
Vipiomorpha

## Liens  externes
- Ressource relative au vivant :   - NBN Atlas